# Champs-sur-Tarentaine-Marchal
Pour les articles homonymes, voir Champs.
Champs-sur-Tarentaine-Marchal est une commune française, située dans le département du Cantal en région Auvergne-Rhône-Alpes. Elle est sur le territoire du parc naturel régional des Volcans d'Auvergne.

## Géographie

### Localisation
La commune est bordée au sud par la Rhue et au nord par la Tarentaine qui y reçoit son affluent le Tact.
Le territoire du village, d'une superficie de 60,32 km2, était anciennement divisé en deux communes, Champs-sur-Tarentaine et Marchal.

### Communes limitrophes
Les communes limitrophes sont  Antignac, Bort-les-Orgues, Cros, Lanobre, Saint-Donat, Saint-Genès-Champespe, Saint-Étienne-de-Chomeil, Trémouille et Vebret.
| Lanobre                   | Cros (Puy-de-Dôme) Saint-Donat (Puy-de-Dôme) | Saint-Genès-Champespe (Puy-de-Dôme) |
| Bort-les-Orgues (Corrèze) | Champs-sur-Tarentaine-Marchal                |                                     |
| Antignac Vebret           | Saint-Étienne-de-Chomeil                     | Trémouille                          |

### Géologie et relief
La superficie de la commune est de 6 032 hectares ; son altitude varie entre 449 et 966 mètres.

### Climat
Pour des articles plus généraux, voir Climat d'Auvergne-Rhône-Alpes et Climat du Cantal.
En 2010, le climat de la commune est de type climat des marges montargnardes, selon une étude du CNRS s'appuyant sur une série de données couvrant la période 1971-2000. En 2020, Météo-France publie une typologie des climats de la France métropolitaine dans laquelle la commune est exposée à un climat de montagne ou de marges de montagne et est dans la région climatique Ouest et nord-ouest du Massif Central, caractérisée par une pluviométrie annuelle de 900 à 1 500 mm, maximale en automne et en hiver.
Pour la période 1971-2000, la température annuelle moyenne est de 10,3 °C, avec une amplitude thermique annuelle de 15,3 °C. Le cumul annuel moyen de précipitations est de 1 142 mm, avec 12,9 jours de précipitations en janvier et 7,9 jours en juillet. Pour la période 1991-2020, la température moyenne annuelle observée sur la station météorologique de Météo-France la plus proche, sur la commune de Saignes à 9 km à vol d'oiseau, est de 11,3 °C et le cumul annuel moyen de précipitations est de 987,0 mm,. Pour l'avenir, les paramètres climatiques de la commune estimés pour 2050 selon différents scénarios d'émission de gaz à effet de serre sont consultables sur un site dédié publié par Météo-France en novembre 2022.

## Urbanisme

### Typologie
Au 1er janvier 2024, Champs-sur-Tarentaine-Marchal est catégorisée commune rurale à habitat dispersé, selon la nouvelle grille communale de densité à 7 niveaux définie par l'Insee en 2022.
Elle est située hors unité urbaine. Par ailleurs la commune fait partie de l'aire d'attraction de Bort-les-Orgues, dont elle est une commune de la couronne,. Cette aire, qui regroupe 11 communes, est catégorisée dans les aires de moins de 50 000 habitants,.

### Occupation des sols
L'occupation des sols de la commune, telle qu'elle ressort de la base de données européenne d’occupation biophysique des sols Corine Land Cover (CLC), est marquée par l'importance des forêts et milieux semi-naturels (53 % en 2018), une proportion sensiblement équivalente à celle de 1990 (53,4 %). La répartition détaillée en 2018 est la suivante : forêts (51,1 %), prairies (33,1 %), zones agricoles hétérogènes (12,9 %), milieux à végétation arbustive et/ou herbacée (1,9 %), zones urbanisées (1 %). L'évolution de l’occupation des sols de la commune et de ses infrastructures peut être observée sur les différentes représentations cartographiques du territoire : la carte de Cassini (XVIIIe siècle), la carte d'état-major (1820-1866) et les cartes ou photos aériennes de l'IGN pour la période actuelle (1950 à aujourd'hui).

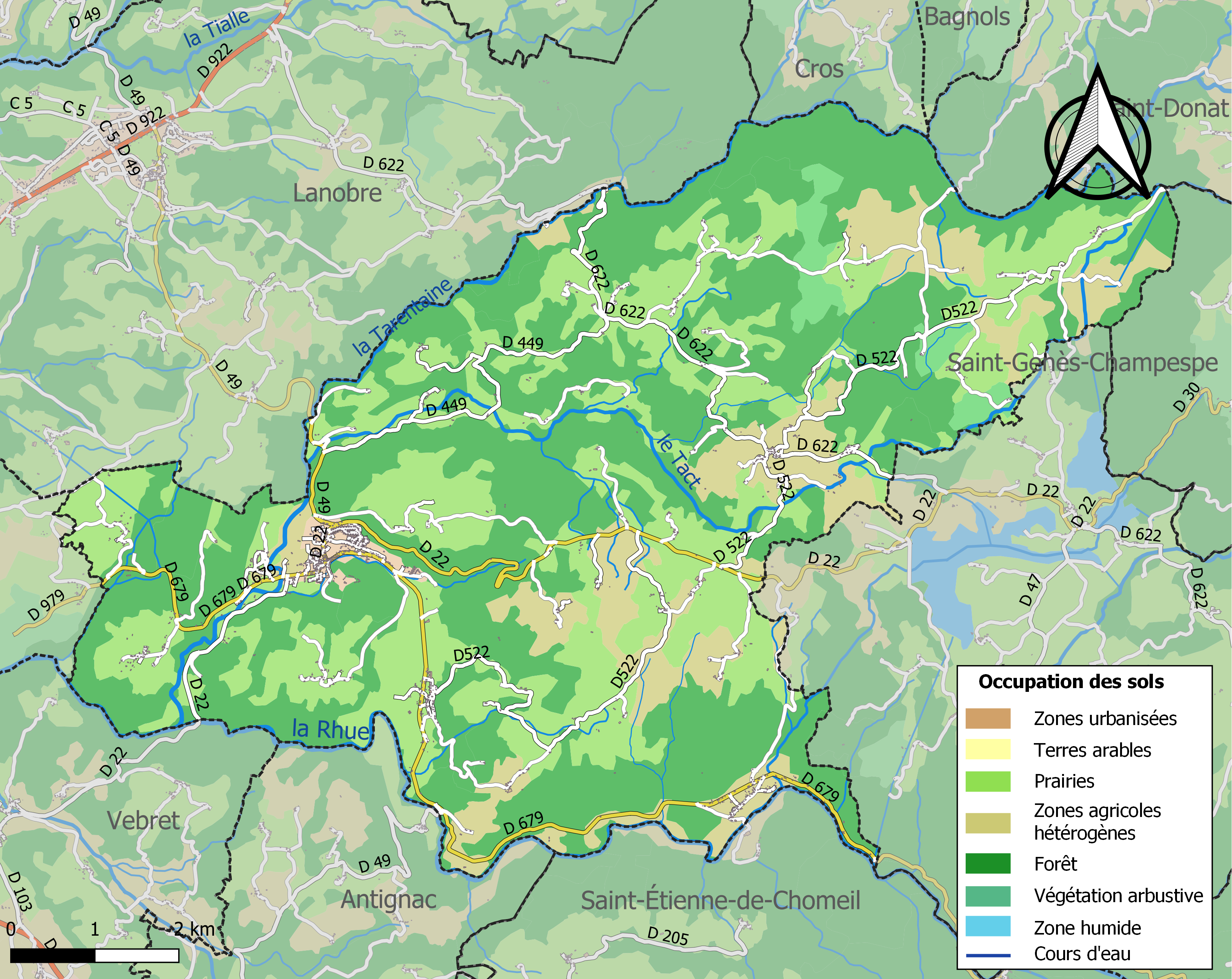
Carte des infrastructures et de l'occupation des sols de la commune en 2018 (CLC).

### Habitat et logement
En 2018, le nombre total de logements dans la commune était de 924, alors qu'il était de 900 en 2013 et de 873 en 2008.
Parmi ces logements, 57,2 % étaient des résidences principales, 34 % des résidences secondaires et 8,8 % des logements vacants. Ces logements étaient pour 90,8 % d'entre eux des maisons individuelles et pour 9,2 % des appartements.
Le tableau ci-dessous présente la typologie des logements à Champs-sur-Tarentaine-Marchal en 2018 en comparaison avec celle du Cantal et de la France entière. Une caractéristique marquante du parc de logements est ainsi une proportion de résidences secondaires et logements occasionnels (34 %) supérieure à celle du département (20,4 %) et à celle de la France entière (9,7 %). Concernant le statut d'occupation de ces logements, 74,1 % des habitants de la commune sont propriétaires de leur logement (74,1 % en 2013), contre 70,4 % pour le Cantal et 57,5 pour la France entière.
| Typologie                                               | Champs-sur-Tarentaine-Marchal | Cantal | France entière |
| ------------------------------------------------------- | ----------------------------- | ------ | -------------- |
| Résidences principales (en %)                           | 57,2                          | 67,7   | 82,1           |
| Résidences secondaires et logements occasionnels (en %) | 34                            | 20,4   | 9,7            |
| Logements vacants (en %)                                | 8,8                           | 11,9   | 8,2            |

## Histoire
C'est un ancien prieuré qui aurait possédé une communauté. Elle fut capitale de l'Artense.
En 1916, la commune de Champs change de nom pour Champs-sur-Tarentaine. Elle fusionne en 1972 avec Marchal et adopte le nom de Champs-sur-Tarentaine-Marchal. Jusqu'en 2015, elle est le chef-lieu du canton de Champs-sur-Tarentaine-Marchal.

## Politique et administration

### Découpage territorial
La commune de Champs-sur-Tarentaine-Marchal est membre de la communauté de communes Sumène Artense, un établissement public de coopération intercommunale (EPCI) à fiscalité propre créé le 30 décembre 1999 dont le siège est à Champs-sur-Tarentaine-Marchal. Ce dernier est par ailleurs membre d'autres groupements intercommunaux.
Sur le plan administratif, elle est rattachée à l'arrondissement de Mauriac, à la circonscription administrative de l'État du Cantal et à la région Auvergne-Rhône-Alpes.
Sur le plan électoral, elle dépend du canton d'Ydes pour l'élection des conseillers départementaux, depuis le redécoupage cantonal de 2014 entré en vigueur en 2015, et de la deuxième circonscription du Cantal  pour les élections législatives, depuis le dernier découpage électoral de 2010.

### Tendances politiques et résultats
Au 1er tour de l'élection municipale et communautaire de 2020, la liste du maire sortant remporte l'élection avec 58,06 % des voix et acquiert 12 des 15 sièges au conseil municipal et 3 des 4 au conseil communautaire. Le taux de participation est de 74,32 %. Du fait de la pandémie de Covid-19 en France, l'élection du maire et des adjoints est reportée au mois de mai.

### Liste des maires
| Période                                  | Période  | Identité          | Étiquette   | Qualité |
| ---------------------------------------- | -------- | ----------------- | ----------- | --- |
| Les données manquantes sont à compléter. |          |                   |             | |
| mars 2001                                | En cours | Daniel Chevaleyre | PRG puis MR | Conseiller départemental du canton d'Ydes (2015-2021) Conseiller général du canton de Champs-sur-Tarentaine-Marchal (2004-2015) |

### Jumelages
- La Plaine-sur-Mer (France) depuis 2007[17]

## Population et société

### Démographie

#### Évolution démographique
L'évolution du nombre d'habitants est connue à travers les recensements de la population effectués dans la commune depuis 1793. Pour les communes de moins de 10 000 habitants, une enquête de recensement portant sur toute la population est réalisée tous les cinq ans, les populations de référence des années intermédiaires étant quant à elles estimées par interpolation ou extrapolation. Pour la commune, le premier recensement exhaustif entrant dans le cadre du nouveau dispositif a été réalisé en 2005.

En 2022, la commune comptait 1 028 habitants, en évolution de −3,11 % par rapport à 2016 (Cantal : −1,08 %, France hors Mayotte : +2,11 %).
| 1793  | 1800  | 1806  | 1821  | 1831  | 1836  | 1841  | 1846  | 1851  |
| ----- | ----- | ----- | ----- | ----- | ----- | ----- | ----- | ----- |
| 1 574 | 1 400 | 1 625 | 1 721 | 1 756 | 1 738 | 1 694 | 1 910 | 1 748 |

| 1856  | 1861  | 1866  | 1872  | 1876  | 1881  | 1886  | 1891  | 1896  |
| ----- | ----- | ----- | ----- | ----- | ----- | ----- | ----- | ----- |
| 1 810 | 1 769 | 1 712 | 1 726 | 1 823 | 1 779 | 1 978 | 1 963 | 1 860 |

| 1901  | 1906  | 1911  | 1921  | 1926  | 1931  | 1936  | 1946  | 1954  |
| ----- | ----- | ----- | ----- | ----- | ----- | ----- | ----- | ----- |
| 1 826 | 1 818 | 1 807 | 1 628 | 1 506 | 1 426 | 1 382 | 1 234 | 1 492 |

| 1962  | 1968  | 1975  | 1982  | 1990  | 1999  | 2005  | 2006  | 2010  |
| ----- | ----- | ----- | ----- | ----- | ----- | ----- | ----- | ----- |
| 1 280 | 1 342 | 1 331 | 1 141 | 1 088 | 1 044 | 1 037 | 1 041 | 1 038 |

| 2015  | 2020  | 2022  | - | - | - | - | - | - |
| ----- | ----- | ----- | - | - | - | - | - | - |
| 1 059 | 1 015 | 1 028 | - | - | - | - | - | - |

#### Pyramide des âges
La population de la commune est relativement âgée. En 2021, le taux de personnes d'un âge inférieur à 30 ans s'élève à 22,8 %, soit un taux inférieur à la moyenne départementale (26,5 %). À l'inverse, le taux de personnes d'un âge supérieur à 60 ans (43,5 %) est supérieur au taux départemental (36,6 %).
En 2021, la commune comptait 503 hommes pour 519 femmes, soit un taux de 50,78 % de femmes, inférieur au taux départemental (51,1 %).
Les pyramides des âges de la commune et du département s'établissent comme suit :
| Hommes | Classe d’âge | Femmes |
| ------ | ------------ | ------ |
| 1,2    | 90 ou +      | 3,9    |
| 11,2   | 75-89 ans    | 19,9   |
| 27,2   | 60-74 ans    | 23,8   |
| 20,2   | 45-59 ans    | 20,9   |
| 13,9   | 30-44 ans    | 12,3   |
| 12,7   | 15-29 ans    | 8,9    |
| 13,7   | 0-14 ans     | 10,4   |

| Hommes | Classe d’âge | Femmes |
| ------ | ------------ | ------ |
| 1,2    | 90 ou +      | 3,1    |
| 10,1   | 75-89 ans    | 13,5   |
| 22,9   | 60-74 ans    | 22,6   |
| 21,8   | 45-59 ans    | 20,5   |
| 16,1   | 30-44 ans    | 15,2   |
| 13,8   | 15-29 ans    | 11,9   |
| 14,2   | 0-14 ans     | 13,3   |

### Enseignement
La commune possède une école élémentaire (maternelle et primaire) qui compte 60 élèves répartis dans 3 classes et deux bâtiments.

## Économie

### Revenus de la population et fiscalité
En 2018, la commune comptait 455 ménages fiscaux, 876 personnes dans les ménages fiscaux, et un revenu fiscal médian déclaré par unité de consommation de 19 030 €.

### Emploi
En 2017, la population âgée de 15 à 64 ans s'élève à 564 personnes, parmi lesquelles on compte 59,2 % d'actifs ayant un emploi et 9,1 % de chômeurs, soit un taux d'activité de 68,2 %. On compte donc 31,8 % d'inactifs, parmi lesquelles 5,4% sont élèves, étudiants ou stagiaires non-rémunérés et 13,2 % sont retraités ou préretraités.
On compte alors 210 emplois dans la zone d'emploi, contre 249 en 2007. Le nombre d'actifs ayant un emploi résidant dans la zone d'emploi étant de 341, l'indicateur de concentration d'emploi est de 61,5 %, ce qui signifie que la zone d'emploi offre environ un peu plus de six emplois pour dix habitants actifs.

## Culture locale et patrimoine

### Lieux et monuments
- Église de Marchal
- Église de Champs-sur-Tarentaine
- Monument aux morts
- Croix surplombant le bourg
- Le laboratoire de recherche sur la foudre[25], dont une partie se visite, et le musée des Orages et de la Foudre[26] sont installés à Champs-sur-Tarentaine.

### Personnalités liées à la commune
- Edouard Juillard (1932-2001), ancien président de la chambre de commerce et d'industrie de Clermont-Ferrand / Issoire, y est né.
- Le comédien Thierry Lhermitte y possède une propriété depuis 2010[27].